# Aéroport Tomás de Heres
L’aéroport Tomás de Heres (anglais : aeropuerto Nacional Tomas de Heres) (code IATA : CBL • code OACI : SVCB), est un aéroport desservant Ciudad Bolívar, capitale de l'état de Bolívar à l'Est du Venezuela.
L'aéroport porte le nom de Tomás de Heres (es), un capitaine général du Venezuela ayant participé à l'indépendance.

## Situation
| Barcelona Barquisimeto Caracas Ciudad · Bolívar Ciudad Guayana Mérida Coro Cumaná El Vigía Maracaibo Porlamar Puerto · Ayacucho Punto Fijo San Fernando de Apure San Tomé Valencia Los Roques La Fría Maturín Canaima |

## Compagnie aériennes et destinations
| Compagnies      | Destinations                                               |
| --------------- | ---------------------------------------------------------- |
| RUTACA Airlines | Caracas-Maiquetía                                          |
| Transmandu      | Charter : Porlamar-Del Caribe Santiago Mariño, Santa Elena |

Edité le 6/12/2023